# Bufotes zugmayeri
Bufotes zugmayeri é uma espécie de anfíbio anuro da família Bufonidae. Está presente no Paquistão. Não foi ainda avaliada pela UICN.